# Eksternalizacja
Eksternalizacja (uzewnętrznienie; ang. externalization) – przekształcanie wiedzy ukrytej w dostępną. W trakcie tego procesu ukryta wiedza jednostki lub grupy przekształca się w wiedzę jawną i formalną. Informacje zebrane są wówczas w jednolitą i usystematyzowaną całość. Dzięki temu inni mogą korzystać z doświadczeń, ucząc się oraz doskonaląc.

## Ekonomia i zarządzanie
Eksternalizacja jako przeciwieństwo internalizacji polega na przekazywaniu pewnych czynności poza przedsiębiorstwo. Jest to wpływ transakcji między dwiema stronami na trzecią stronę, która w tej transakcji nie uczestniczyła, przerzucenie części dotychczasowych zadań na inny podmiot. Częściowo pokrywa się z outsoursingiem, a częściowo z internacjonalizacją, choć procesy te stanowią odrębne teorie. Pokrewnym pojęciem w ekonomii są efekty zewnętrzne (ang. externity). Eksternalizacja jest tendencją rosnącą.

### Zarządzanie wiedzą
Przez eksternalizację rozumie się także (w ramach teorii zarządzania wiedzą) proces zapisu wiedzy posiadanej przez daną jednostkę (przenoszenie wiedzy „z głowy” na inny, niezależny nośnik).

## Psychologia i socjologia
Eksternalizacja jest to proces uzewnętrzniania przez jednostkę społeczną wcześniej zinternalizowanych (czyli przyswojonych, uznanych za własne) wartości i norm.